# 國會開幕大典
國會開幕大典（英語：State Opening of Parliament）是英國通常在每年5月或6月，於上議院議事廳舉行的儀典。在儀典中，兩院議員會聚首一堂，恭聽君主致辭，標誌著新一屆國會會期的正式開始；至於遇著有國會大選的年份，有關儀典則會緊接在大選後的首次國會會議召開前進行。
伊利沙伯二世在位期間，除了在1959年及1963年因分別懷有安德魯王子、愛德華王子和2022年因行動不便而未能出席外，歷年每屆的國會會期都是由她親自主持開幕。在頭兩次伊利沙伯二世沒有出席的國會開幕大典中，一個以坎特伯雷大主教為主席的上議院專員曾受託負責主持國會會期揭幕，而御座致辞則由大法官代行。2022年則由查爾斯王儲代表其發表講話，同時帝國王冠仍被送到議會，而御座則保持空缺，查爾斯王儲、康瓦爾公爵夫人卡蜜拉（Camilla, the Duchess of Cornwall）和劍橋公爵威廉王子（Prince William, Duke of Cambridge）坐在議員們面前。

## 儀典程序

### 準備工作
國會開幕大典乃英國一項歷史悠久的傳統，至今仍留存不少繁複的儀式。在大典開始前，皇室警衛會先巡察西敏宮國會大樓的地窖，以防止有人策動陰謀。這項傳統最早可上溯至1605年的火藥陰謀，當年一群亡命的天主教極端分子試圖在西敏宮地窖放置炸藥，密謀殺害信奉新教的英格蘭國王詹姆士一世和他的大部份新教貴族。但陰謀最終被及時搗破而沒有實現，此後，巡察地窖就成為了每屆大典開始前指定的象徵式工作。
另一方面，君主在離開皇宮前往國會前，均須先要有一名下議院議員留在白金漢宮，以作為「禮節性人質」。這樣的做法，是因為傳統上，國會對君主往往懷有敵意，因此以一名下院議員作為「人質」，可用以保證君主的人身安全。在昔日，政府的管治內閣主要由上院議員組成，「人質」由下院議員擔當還可以算是合理；但自從政府的管治班子由下院議員主導後，作為「國王陛下政府」的一部分，「人質」的角色便顯得混淆。不過，無論如何，時至今日，這種做法僅具有象徵性意義，而負責留守於皇宮的下院議員通常會是執政黨的其中一位黨鞭，而當君主安全返回皇宮後，有關「人質」方可獲釋。
至於在君主抵達國會前，其帝國皇冠（Imperial State Crown）會由專用馬車由倫敦塔小心運送到西敏宮的維多利亞塔，然後由駁船長（bargemaster）負責將之轉送予宮務大臣的審計官，以便把它與堅忍之冕（Cap of Maintenance）及國家寶劍一同存放於皇家畫廊內備用。

### 抵達國會
在每一次的國會會期開幕儀式中，英國君主都會乘坐馬車抵達國會西敏宮（近年的馬車已加裝空調），並由維多利亞塔的皇家入口進入西敏宮內。由於西敏宮乃王室宮殿，因此君主甫抵達西敏宮，宮殿的屋頂會降下英国国旗，然后掛起王室旗，直到君主離開时降下王室旗然后重新挂起英国国旗。步入皇家入口後，君主與其隨從會行經王室大梯、諾曼門廊（Norman Porch），然後在禮服廳內穿上國家禮袍及帝國皇冠。君主準備好後，其通常會在王室配偶的陪同下，穿過王室畫廊而抵達上議院議事廳。
國會開幕大典傳統上在上院，而非下院的議事廳內舉行。這最早可上溯到1642年，時任英格蘭國王查理一世闖入下院議事廳，企圖逮捕五名下院議員，但下院議長卻公然抗命，並拒絕供出五人的藏身之所；經此事以後，迄今再沒有在位君主進入過下院議事廳。
君主進入上院議事廳時，全院所有人士都要即時站立，待君主登上御座後，再由其著令請「諸卿就坐如次」（My Lords, pray be seated）。接著，君主會命令掌禮大臣去傳召下院議員。

### 傳召下院

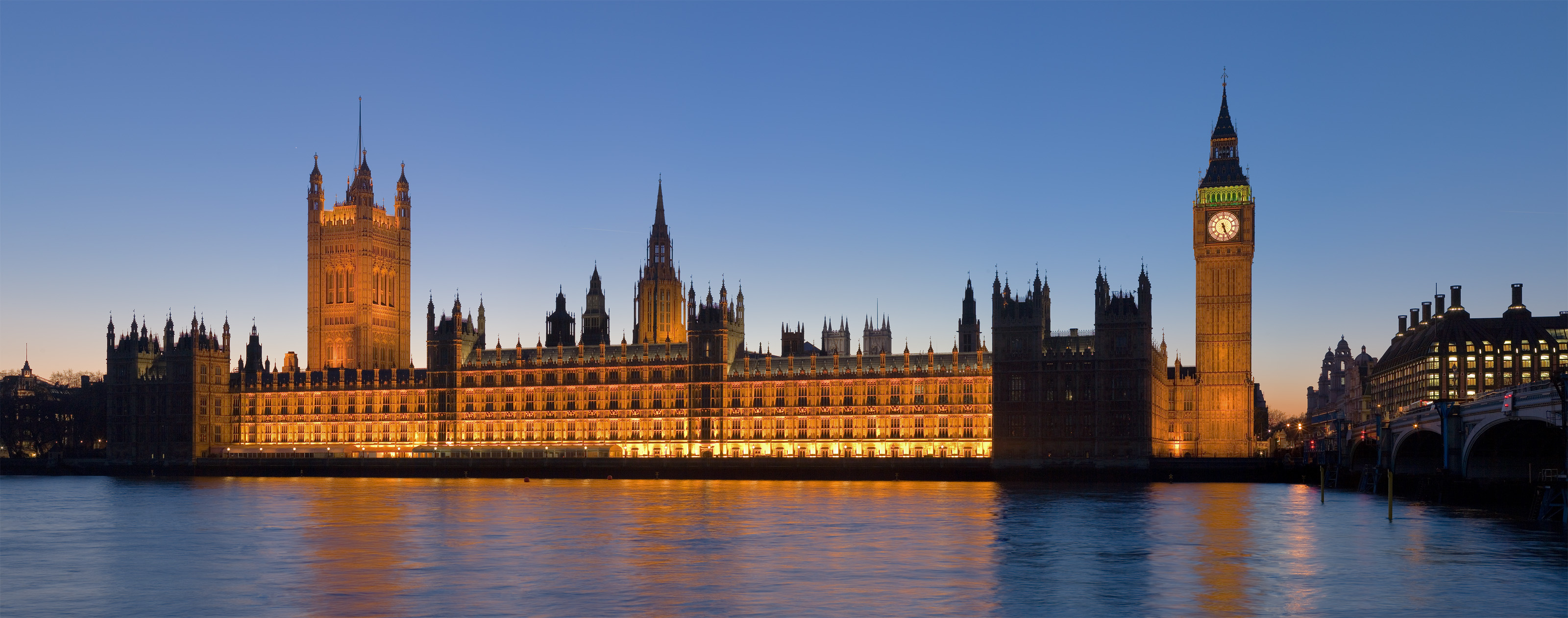
西敏宮乃英國國會所在地

掌禮大臣接到指令後，隨即會舉起白杖，示意在上院議事廳大門前候命的黑杖禮儀官可以傳召下院議員。在上院門衛及一名警察督察的陪同下，黑杖禮儀官會抵達下院議事廳的大門口。此時的下院議事廳大門會被加以緊閉，以象徵下院辯論之權利不容皇室代表干預。因此，要進入廳內，黑杖禮儀官須以其黑杖大力敲打大門三次，才獲准內進。進入下院議事廳後，黑杖禮儀官會趨前至廳內的欄柵，並先向下院議長鞠躬，再行前到廳內議事桌上的公文箱旁，向下院議員宣詔如下：
議長先生（女士），國王（女王）敕令本院眾位議員閣下（向議事堂廳在座兩邊議員點頭鞠躬），即刻前往貴族院覲見聽宣。

Mr [or Madam] Speaker, The King [or Queen]  commands this honourable House [pauses to bow to both sides of the House] to attend His Majesty immediately in the House of Peers.
接到指示後，在手持禮節性權杖的警衛官陪同下，下院議長會立即率領一眾下院議員啟程前往上院議事廳。在議長後帶頭的，一般會是首相與及反對黨領袖兩人，而他們後面的下院議員，亦會每兩人一組，一排一排的列隊前進。按照慣例，下院議員前往上院議事廳途中，無需保持嚴肅，而是以漫步的形式輕鬆前進，途中還可以隨便談笑。不過，甫抵達上院議事廳後，所有下院議員都須要保持絕對嚴肅，而且只可以在院內欄柵外的地方站立（與下院一樣，凡上院議事廳內正舉行會議，所有非上院成員均不可逾越廳內欄柵後的地方），站好後更要向君主鞠躬。此後，在整個儀式中，所有下院議員都要站在欄柵外的地方。

### 御座致辞

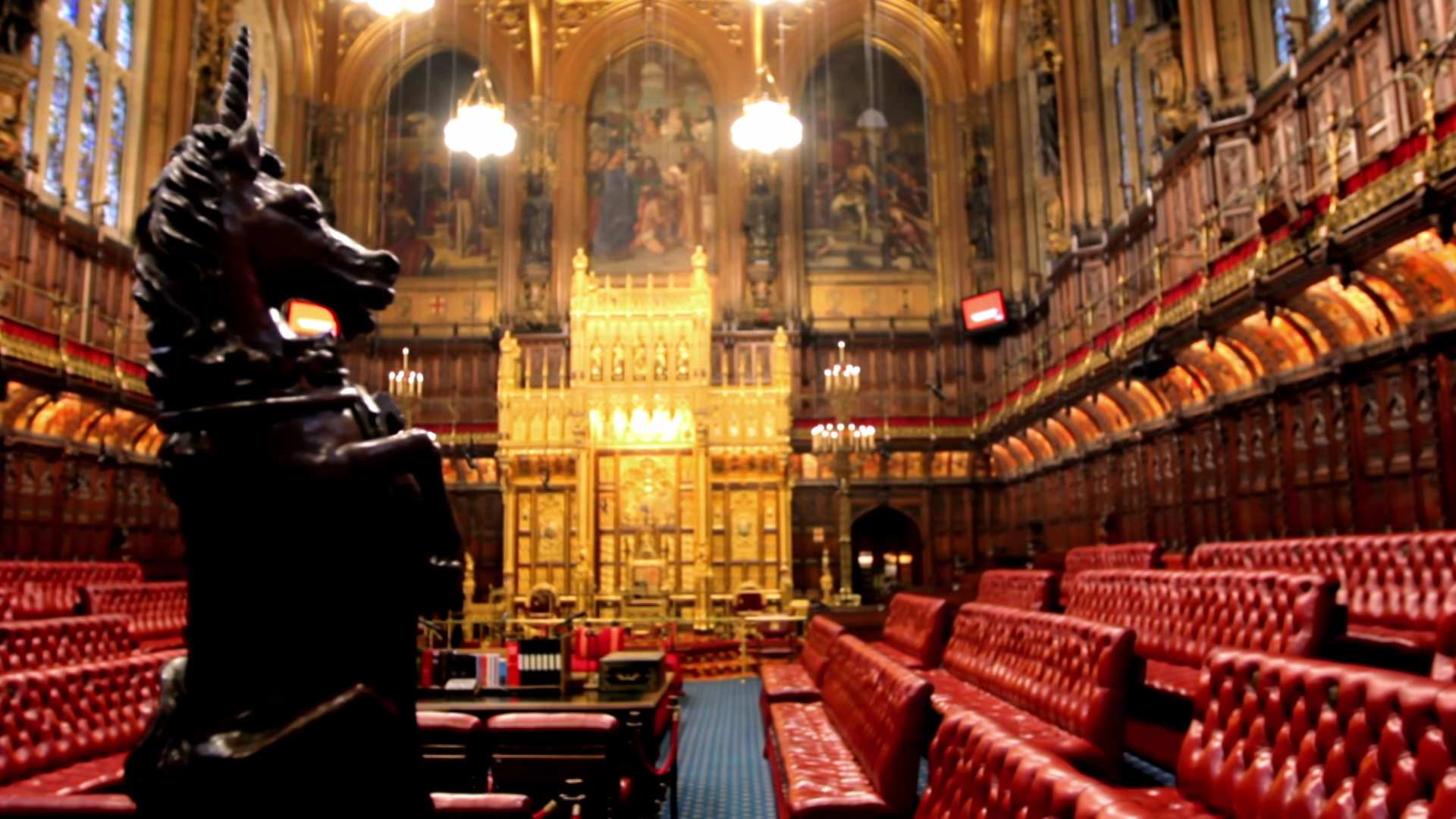
君主之御座致辭在上議院議事廳宣讀。相中盡頭之處乃御座所在

當所有人士齊集上院議事廳後，君主就會發表一篇預先準備好的演講，稱為「御座致辞」，又名「國王/女王致辭」。這篇演辭並非由君主親撰，而是由內閣所撰，內文勾劃出政府來年的施政大綱，亦講述來年在下院打算進行的立法工作。傳統上，演辭會寫在羊皮紙上，並由大法官負責把演辭親手遞給坐在御座上的君主；而君主發表完畢後，大法官會再一次走到御座前，從君主手上領回演辭。在昔日，為了表示尊敬，無論是遞交抑或是領回演辭的時候，大法官都要面向君主，以倒後步行的方式從御座前的台階退下；不過，大法官現時已不再遵守這種傳統。
在發表演辭的時候，君主都會盡量以一樣的聲線宣讀整篇演辭，以示其中立性，並寓意他沒有支持，亦沒有反對這篇演辭的內容。由於內閣乃國王陛下政府的一部份，因此他在宣讀演辭時會一概使用「我的政府」等字眼，而在交代完來年所有主要的立法工作後，君主會按慣例自行加入「相應措施亦將一應於諸位前呈上」（other measures will be laid before you）一句，以示讓政府有更多空間在未來引入其他演辭中沒有交代的草案。至於演辭完結時，君主一般會作結如下：
諸卿及諸位下院議員，我謹祝願全能上帝之恩能施於諸位的忠告之上。
君主致辭完畢後，一眾下院議員就會向君主鞠躬，然後退回下院議事廳。按照傳統，上、下兩院的議員在君主致辭時，都必須要肅靜恭聽，並不容許任何交談或發聲。唯一例外是在1998年的時候，正當伊莉莎白二世在演辭中宣告政府正計劃在來年廢除世襲貴族自動成為上院議員之權利時，突然有極少數的工黨議員高呼「對」和「聽、聽」等口號，隨即有數名在場貴族喊叫「不是」和「可恥」以作回應。在事件中，伊莉莎白二世沒有因此而被打斷發言，亦沒有作出任何停頓，而事後有關起事者則被朝野及輿論大肆抨擊，指他們有失體統，而且對君主十分無禮。
值得一提的是，兩院議員並非強制出席國會開幕大典，他們可選擇不出席典禮。在近代國會歷史上，個別國會議員（例如具有新芬黨黨席的議員和認為皇室制度應被廢除的議員）就選擇杯葛開幕大典中的御座致辭部份。

### 致謝辯論
君主離開後，上、下兩院議員會各自返回自己所屬的議事廳，就君主的致辭進行辯論，並就「回應國王陛下的美辭演說」（Address in Reply to His Majesty's Gracious Speech）。但在這以前，兩院均須先通過一條形式性的草案，以象徵他們辯論時沒有受到君主干預或影響。在上院，這個草案叫《教區委員會草案》，在下院則叫《被剝奪公民權人士草案》。這些草案沒有實質作用，僅僅用以象徵新一屆會期的辯論開始，所以這些草案亦不會有二讀等等的程序。草案引入後，兩院便會就御座致辭的內容作出辯論，有關辯論一般會持續數日，每日更會就致辭入面的不同部份，比如外交、財政等事務加以辯論。由於致辭由內閣所撰，因此從辯論中，可以大抵得出兩院對政府來年施政方針所持的看法。完成辯論後，兩院可就御座致辭進行致謝投票，有關投票等同對政府的信任投票；假如投票不通過，政府就要垮台。

### 選出議長
每次大選以後的國會開幕大典結束，緊接內閣成員完成宣誓後，下院就會選出或重選議長。議長產生後，議長會按照17世紀初留下的習俗，「不情願地」被拉上（dragged unwillingly）議長席位。這是因為在舊日，議長隨時會觸怒君主，有性命不保之虞，被選出的議長往往不願意登位，當時的議長是被拉上議長席的，結果就留下了這個習俗。當然，時至今日，這些做法已僅餘下象徵意義，而下院議長一位更已成為了極受尊崇的身份。

## 其他地方

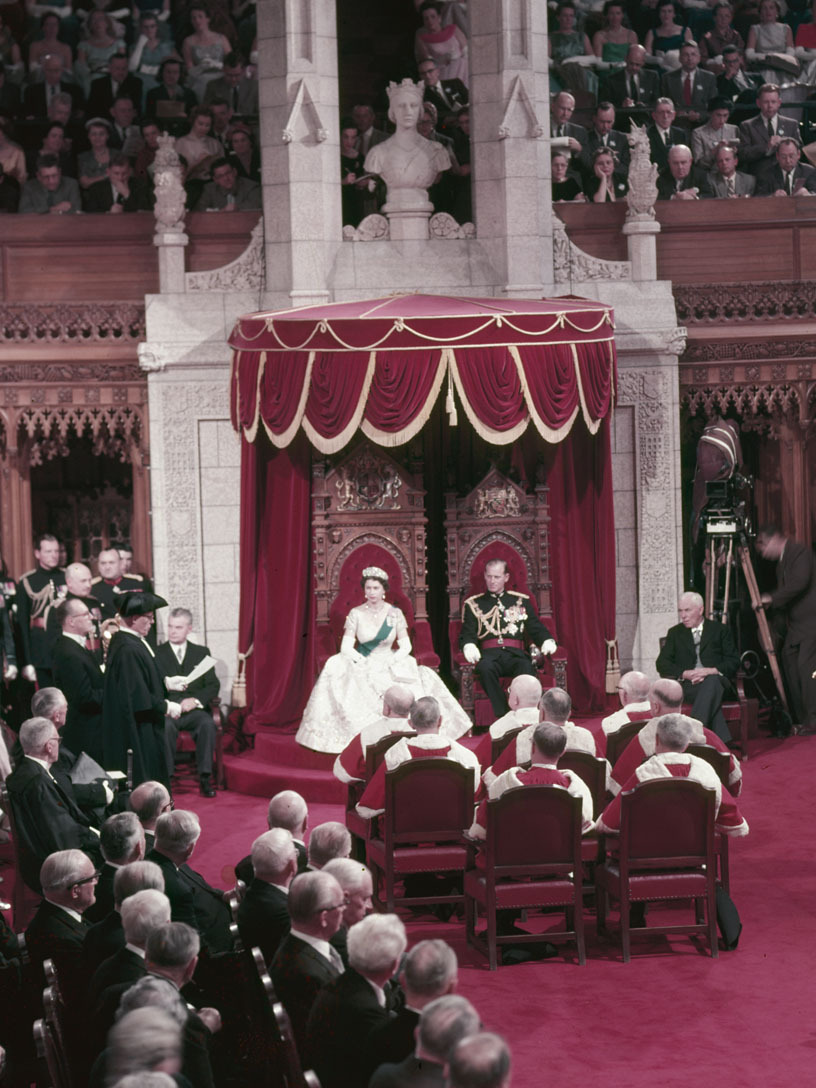
當時身兼加拿大君主的伊莉莎白二世偕同王夫於1957年在加拿大參議院發表御座致辭

在其他比如加拿大和澳洲等實行兩院制的大英國協王國國會，也會有類似的儀式，而君主甚至曾親身到當地國會發表御座致辭。不過，一般而言，君主很少有機會親身前往當地，所以致辭往往都是由當地總督代行。最近一次由君主親臨開議是查爾斯三世於2025年5月27日前往加拿大。
在印度，印度總統亦會在國會發表類似的致辭，而其他英聯邦成員國，例如馬爾他、毛里裘斯、马来西亚和新加坡等也有類似的做法。
在非英聯邦國家中，其實不少的國家元首都有相似的致辭。例如在美國，總統每年都要到眾議院發表国情咨文，而其前殖民地菲律賓至今也有類似的習慣。在荷蘭，當地每年9月的第三個星期二均會在國會舉行類似的大典，當日更被定名為親王日。

## 外部連結
- 1988年起歷年國會開幕大典（页面存档备份，存于）在C-SPAN
- 國會開幕大典（页面存档备份，存于），英國國會（英文）
  - 2006年度國會開幕大典支出（页面存档备份，存于）
  - 2010年5月25日國會開幕大典的報導（页面存档备份，存于）（英文）
  - 2010年5月25日的國會開幕大典（页面存档备份，存于）
- 1958年國會開幕大典片段（页面存档备份，存于）
- 1998年御坐致辭片段（页面存档备份，存于），BBC
- 2007年御坐致辭片段（页面存档备份，存于），BBC
- 2016年國會開幕大典片段（页面存档备份，存于）